# Wuhan Metro
Wuhan Metro ist die U-Bahn der chinesischen Stadt Wuhan, der Hauptstadt der Provinz Hubei. Als die erste Linie am 28. Juli 2004 eröffnet wurde, war Wuhan die siebte chinesische Stadt mit einer Metro. Mit mehr als 500 Kilometern Streckenlänge gehört die Wuhan Metro zu den größten U-Bahn-Netzen weltweit.

## Netz

### Übersicht

Zwischen den Linien 2 und 4 kann in alle Richtungen bahnsteiggleich umgestiegen werden.

Die Linien 11 und 16, sowie die Yangluo-Linie durchqueren das Stadtzentrum nicht, sondern enden an Knotenpunkten mit anderen Linien. Auf den Linien 2, 4 und 7 gibt es Kurzläufer, die nicht in die Vororte verkehren. Die Linie 19 schafft eine Tangentialverbindung zwischen dem Bahnhof Wuhan und dem Optics Valley.
| Linie         | Strecke                         | Strecke                    | Eröffnung | Letzte Erweiterung | Länge (Kilometer) | Stationen | Anmerkung |
| ------------- | ------------------------------- | -------------------------- | --------- | ------------------ | ----------------- | --------- | --------- |
| Linie 1       | Jinghe                          | Hankou Nord                | 2004      | 2017               | 38                | 32        |           |
| Linie 2       | Tianhe International Airport    | Fozuling                   | 2012      | 2019               | 60,3              | 38        |           |
| Linie 3       | Zhuanyang Boulevard             | Hongtu Boulevard           | 2015      |                    | 29,7              | 24        |           |
| Linie 4       | Bailin                          | Bahnhof Wuhan              | 2013      | 2019               | 49,7              | 37        |           |
| Linie 5       | Hongxia                         | Bahnhof Wuhan Ostplatz     | 2021      | 2023               | 37,7              | 27        | fahrerlos |
| Linie 6       | Xincheng 11th Road              | Dongfeng Motor Corporation | 2016      | 2021               | 42,5              | 32        |           |
| Linie 7       | Hengdian                        | Qinglongshan Ditiexiaozhen | 2018      | 2024               | 84                | 36        |           |
| Linie 8       | Jintan Road                     | Military Athletes’ Village | 2017      | 2021               | 38,2              | 26        |           |
| Linie 11      | Wuhan Ostbahnhof                | Bahnhof Gediannan          | 2018      | 2024               | 39                | 23        |           |
| Linie 16      | South International Expo Center | Hannan General Airport     | 2021      | 2022               | 36,5              | 14        |           |
| Linie 19      | Bahnhof Wuhan Westplatz         | Xinyuexi Park              | 2023      |                    | 23,3              | 7         |           |
| Yangluo-Linie | Houhu Boulevard                 | Jintai                     | 2017      |                    | 34,6              | 16        |           |

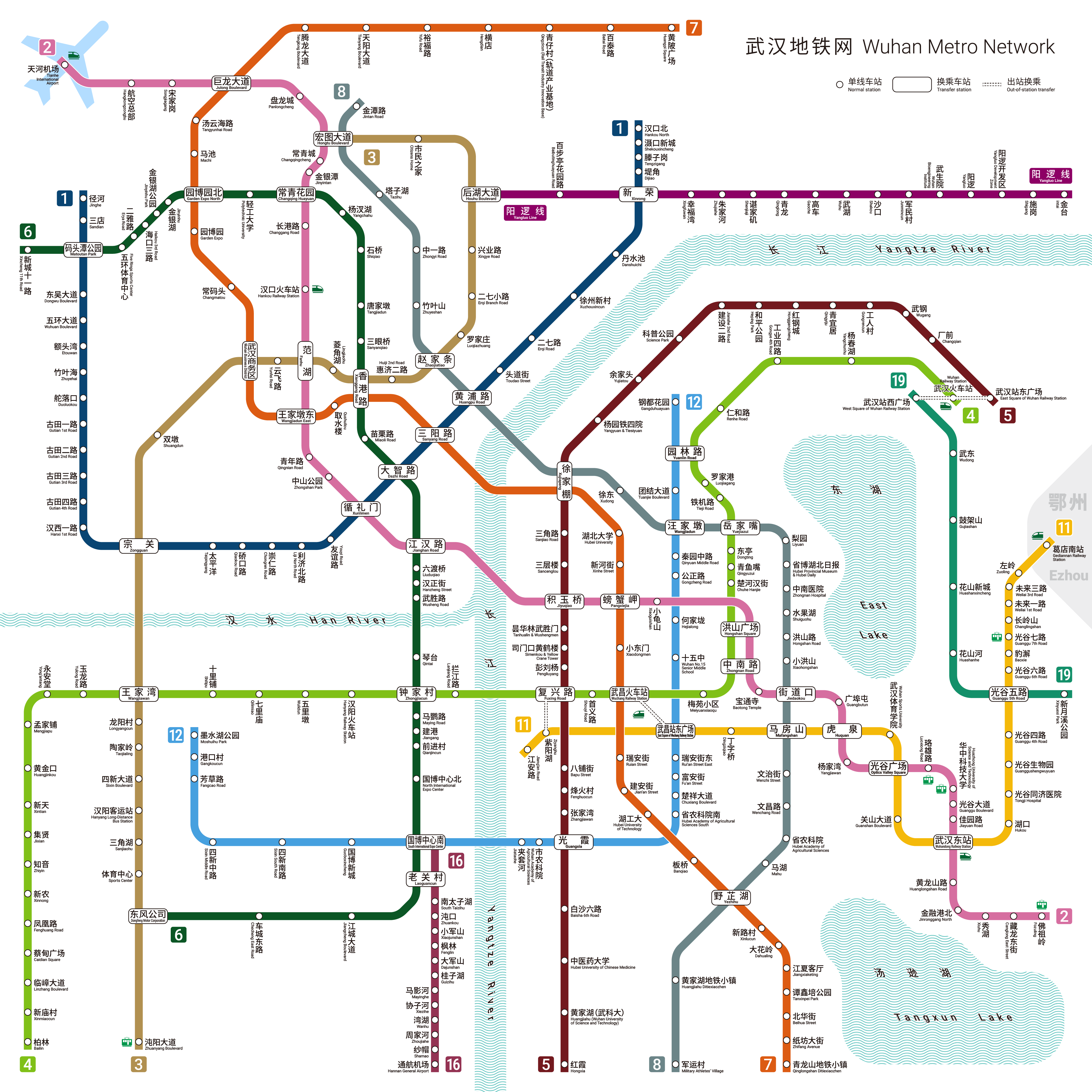
Netzplan
Entwicklung im Zeitraum 2004–2019

### Durchmesserlinien

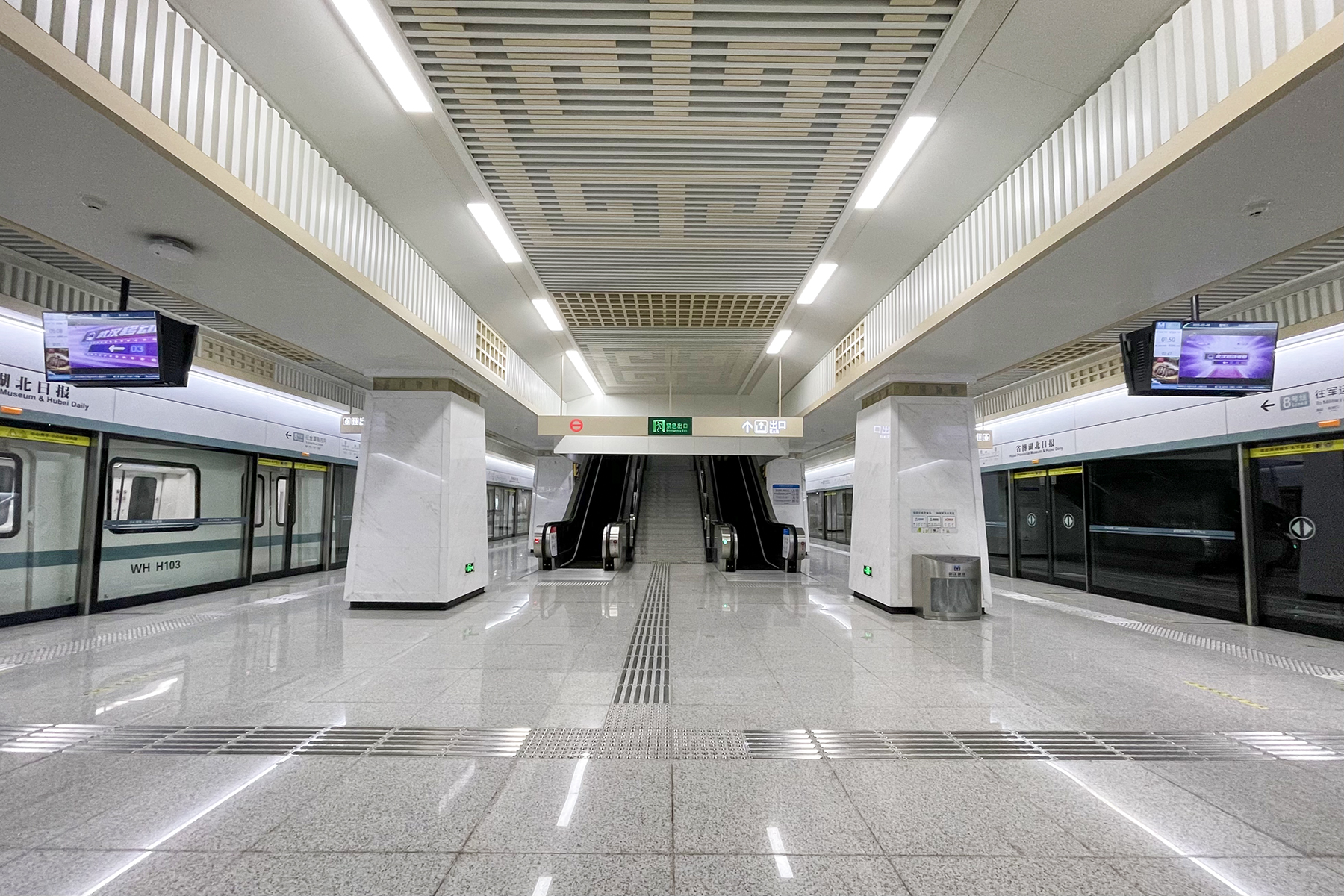
Station Hubei Provincial Museum

Die Linie 1 wurde in Hochlage trassiert und erhielt als erste Linie Chinas CBTC (Lieferant Thales). Bei ihrer Eröffnung im Juli 2004 waren Bahnsteigtüren noch kein Standard in China, weshalb die Strecke ohne erbaut wurde. Seit 2015 werden halbhohe Bahnsteigtüren nachgerüstet. Es werden 72 Vierwagenzüge des Typs B eingesetzt, die in vier Serien 2003/2004, 2013, 2017 und 2021 ausgeliefert wurden. Die Züge werden über eine Stromschiene mit 750 V Gleichstrom versorgt. Die Höchstgeschwindigkeit der Züge beträgt 90 km/h, es wird mit maximal 80 km/h gefahren.
Die Linie 2 unterquert den Jangtse in einem Tunnel. Die Nord-Süd-Linie verbindet den Flughafen über den Bahnhof Hankou mit dem Bahnhof Wuhan-Ost an den Schnellfahrstrecken und dem Optics Valley. In Anlehnung an die Netze MRT Singapur und MTR Hongkong gibt es an zwei Stationen bahnsteiggleiche Umstiege zur Linie 4 in alle vier Richtungen. Die rund 60 Kilometer lange Linie hat 38 Stationen. Es werden Sechswagenzüge des Typs B eingesetzt, die Zugsicherung erfolgt durch das CBTC-System Urbalis von Alstom. Die Durchschnittsgeschwindigkeit beträgt 36 km/h.
Die Linie 3 wurde im Dezember 2015 eröffnet. Sie ist vollständig unterirdisch trassiert. Am südwestlichen Endpunkt Zhuanyang Boulevard besteht ein Übergang zur Straßenbahnlinie T1.
Die Linie 4 schuf die zweite Kreuzungsmöglichkeit des Jangtse. Der erste Abschnitt auf der Ostseite wurde im Dezember 2013 eröffnet. Er verbindet die Bahnhöfe Wuhan und Wuchang. Im Dezember 2024 folgte die Flussquerung von Wuchang nach Hanyan. Mit der Verlängerung nach Bailin im Westen wurde die Linie im September 2019 fertiggestellt. Sie ist 49,7 Kilometer lang und hat 37 Stationen. Es werden Sechswagenzüge des Typs B eingesetzt. Es wurde das Urbalis-System zur Zugsteuerung eingebaut. Manche Züge fahren nur auf dem östlichen Teil bis Yulong Road.
Die Linie 5 ist die erste fahrerlose Linie Wuhans. Sie bleibt auf dem Gebiet von Wuchang und führt meist parallel zum Jangtse von der Universität zum Bahnhof Wuhan. Die Linie wurde im Dezember 2021 eröffnet und zwei Jahre später um zwei Stationen nach Südwesten verlängert. Die Sechswagenzüge des Typs A werden über eine Stromschiene mit 1500 V Gleichstrom versorgt.
Mit der Linie 6 wurde in Wuhan der A-Standard eingeführt, der längere und breitere Metrowagen zulässt. Die Strecke wurde im Dezember 2016 eröffnet und 2021 um sieben Kilometer im Nordwesten verlängert. Der Gleichstrom mit einer Spannung von 1500 V wird über eine Oberleitung zugeführt.
Die Linie 7 ist mit über 80 Kilometern die längste Linie und wird mit Sechswagenzügen des Typs A betrieben. Als Nord-Süd-Linie kreuzt sie den Jangtse.
Die Linie 8 wurde in drei Abschnitten eröffnet. Im Dezember 2017 wurde der Nordabschnitt mit der Jangtse-Querung eröffnet. Der zweite, eher kurze Abschnitt im Südwesten folgte im November 2019. Am 2. Januar wurde schließlich der rund 17 Kilometer lange Lückenschluss eröffnet. Es werden Züge des A-Typs eingesetzt.

### Radial- und Tangentiallinien

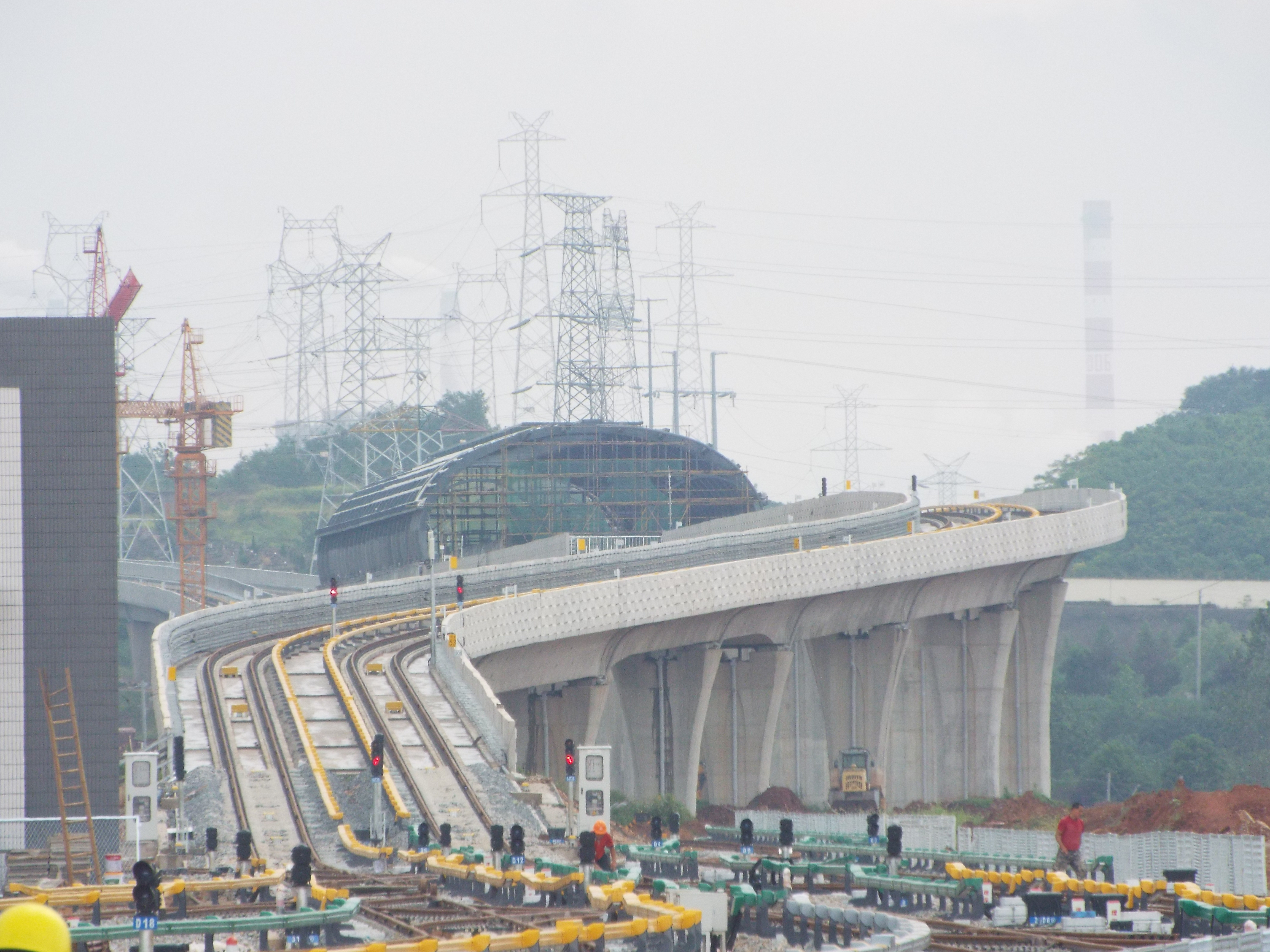
Depot Daoshuihe an der Yangluo-Linie

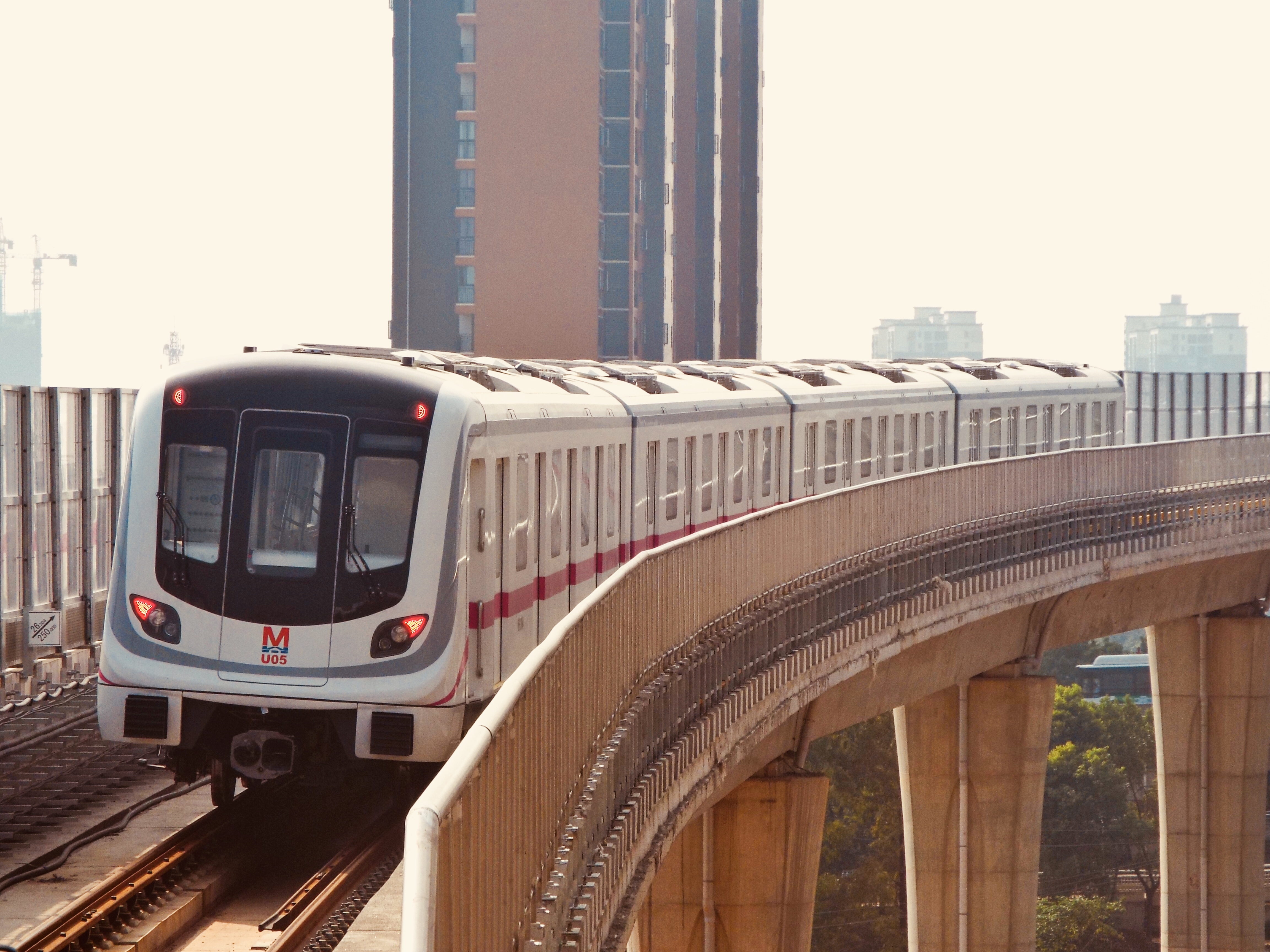
Yangluo-Linie

Die Linie 11 wurde im Oktober 2018 zum Anschluss des Optics Valley im Südwesten des Ballungsraums fertiggestellt. Im Januar 2021 wurde die Strecke weiter nach Osten verlängert. Im Dezember 2024 wurde die Linie vom Bahnhof Wuhan-Ost bis ins Stadtzentrum von Wuchang verlängert. Durch eine weitere Verlängerung mit Jangtse-Querung nach Hanyang wird die Strecke zukünftig zur Durchmesserlinie.
Die Linie 16 hat regionalen Charakter. Sie beginnt am International Expo Center an der Linie 6 außerhalb des Zentrums. Von dort führt die Strecke in die südwestlichen Vororte. Die im Dezember 2021 eröffnete Linie wurde ein Jahr später um zwei Stationen noch weiter nach Südwesten zum Flugplatz Hannan verlängert. Es werden 23 Vierwagenzüge des Typs A eingesetzt. Die Höchstgeschwindigkeit liegt bei 120 km/h. 
Die Linie 19 ist eine Tangentialverbindung im Osten der Stadt vom Optics Valley bis zum Bahnhof Wuhan. Die Expresslinie mit sieben Stationen auf 23 Kilometern Streckenlänge wurde am 30. Dezember 2023 eingeweiht. Die Höchstgeschwindigkeit liegt bei 120 km/h. Es werden 15 Sechswagenzüge des Typs A eingesetzt, die über eine Oberleitung mit 1500 V Gleichstrom versorgt werden.
Die Yangluo-Linie (Linie 21) führt weit im Nordosten des Ballungsraums am Nordufer des Jangtse entlang. Es werden 25 Vierwagenzüge des Typs A eingesetzt. Ihre Stromversorgung erfolgt über eine Stromschiene. Die Fahrzeuge wurden von 2021 bis 2023 gebaut.

## Fahrzeuge

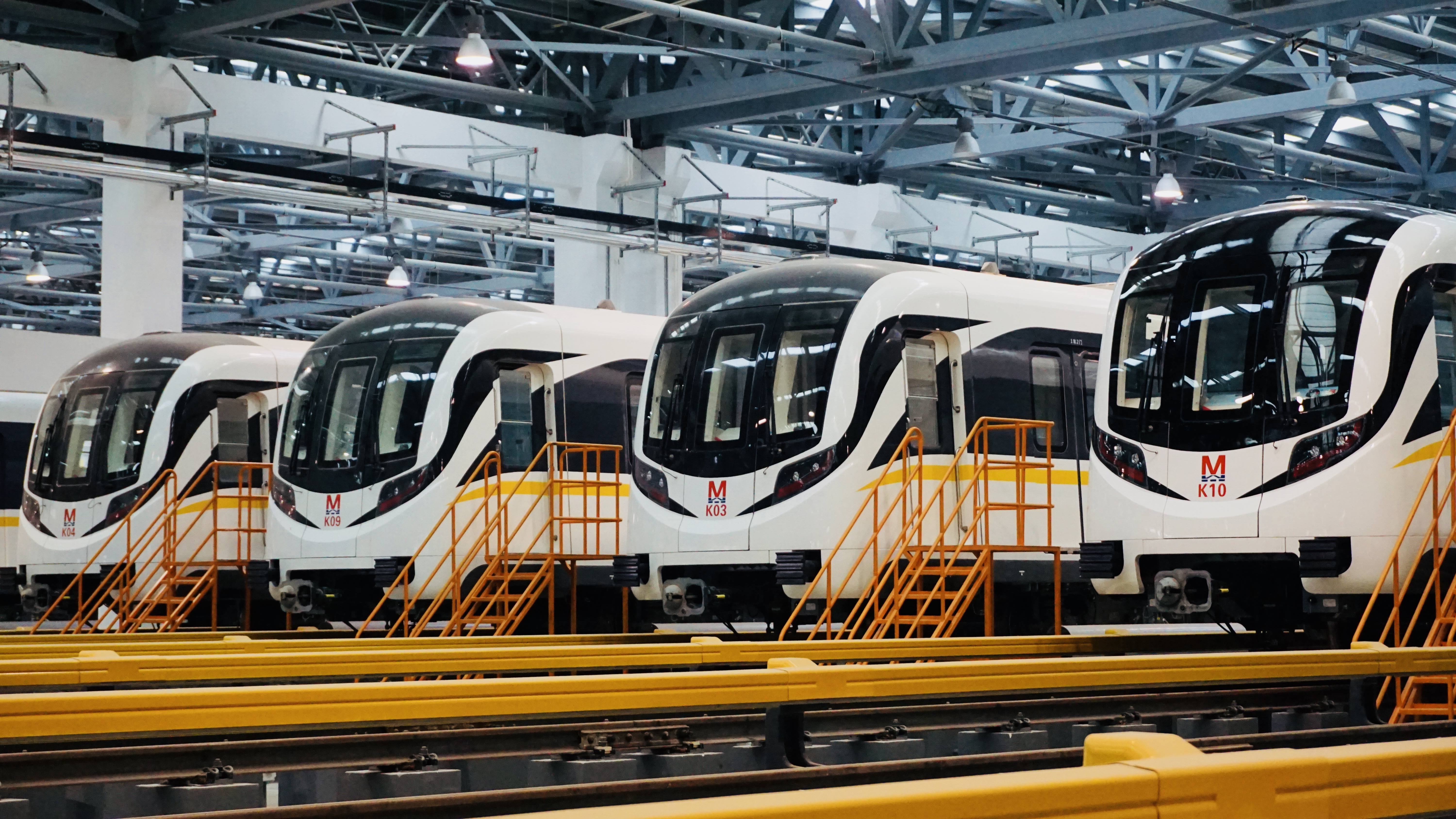
Sechswagenzüge des Typs A im Depot der Linie 11

Die Metro setzt standardisierte Fahrzeuge der Typen A und B ein, meistens als Sechswagenzüge. Während die ersten vier Linien noch mit dem kleinerem B-Standard (unter anderem 2,8 Meter breit) gebaut und mit passenden Zügen betrieben werden, sind die nachfolgenden Linien für den drei Meter breiten Typ A geeignet. Je nach Linie besitzen die Züge unterschiedliche Fronten und Zuglängen.

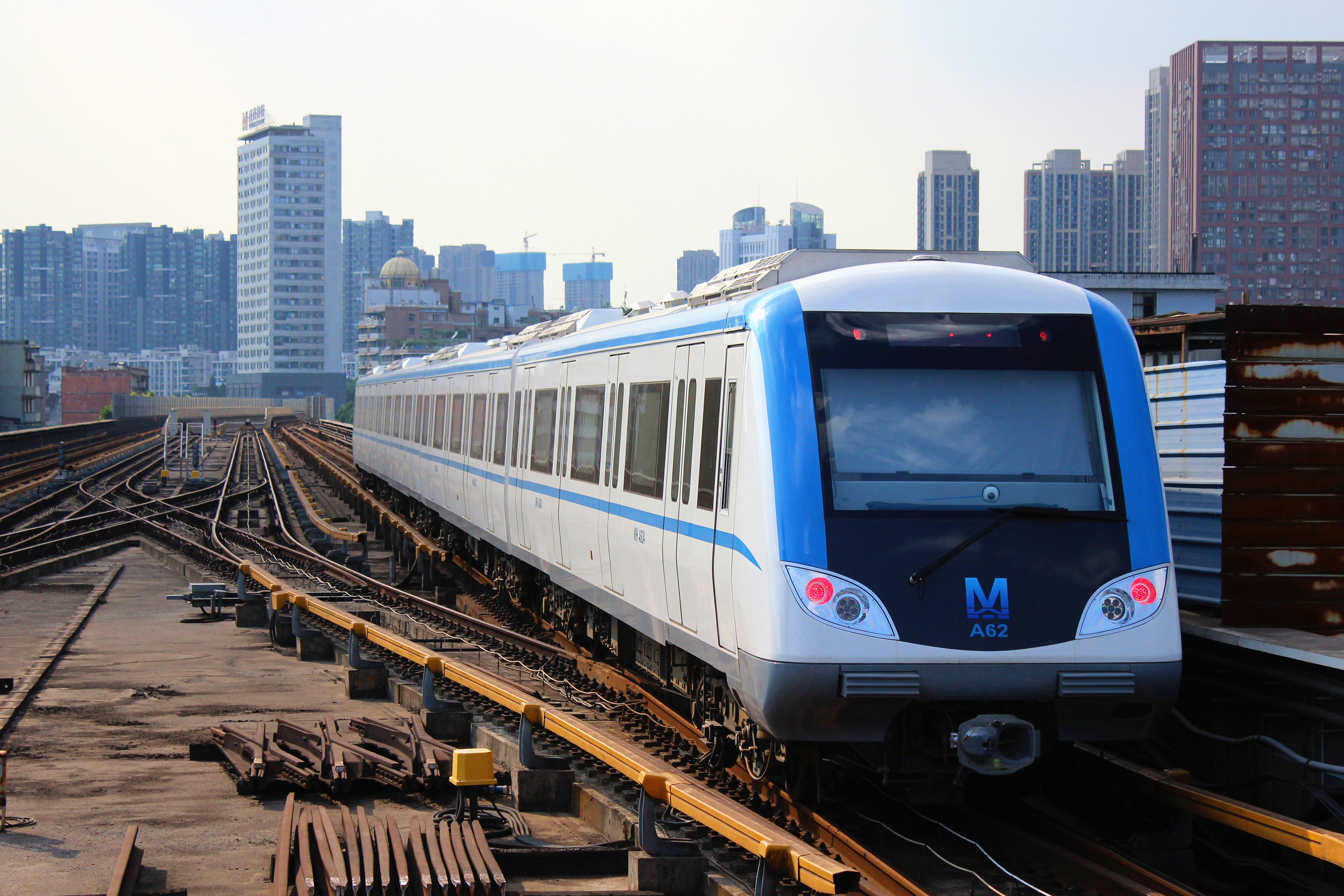
Linie 1
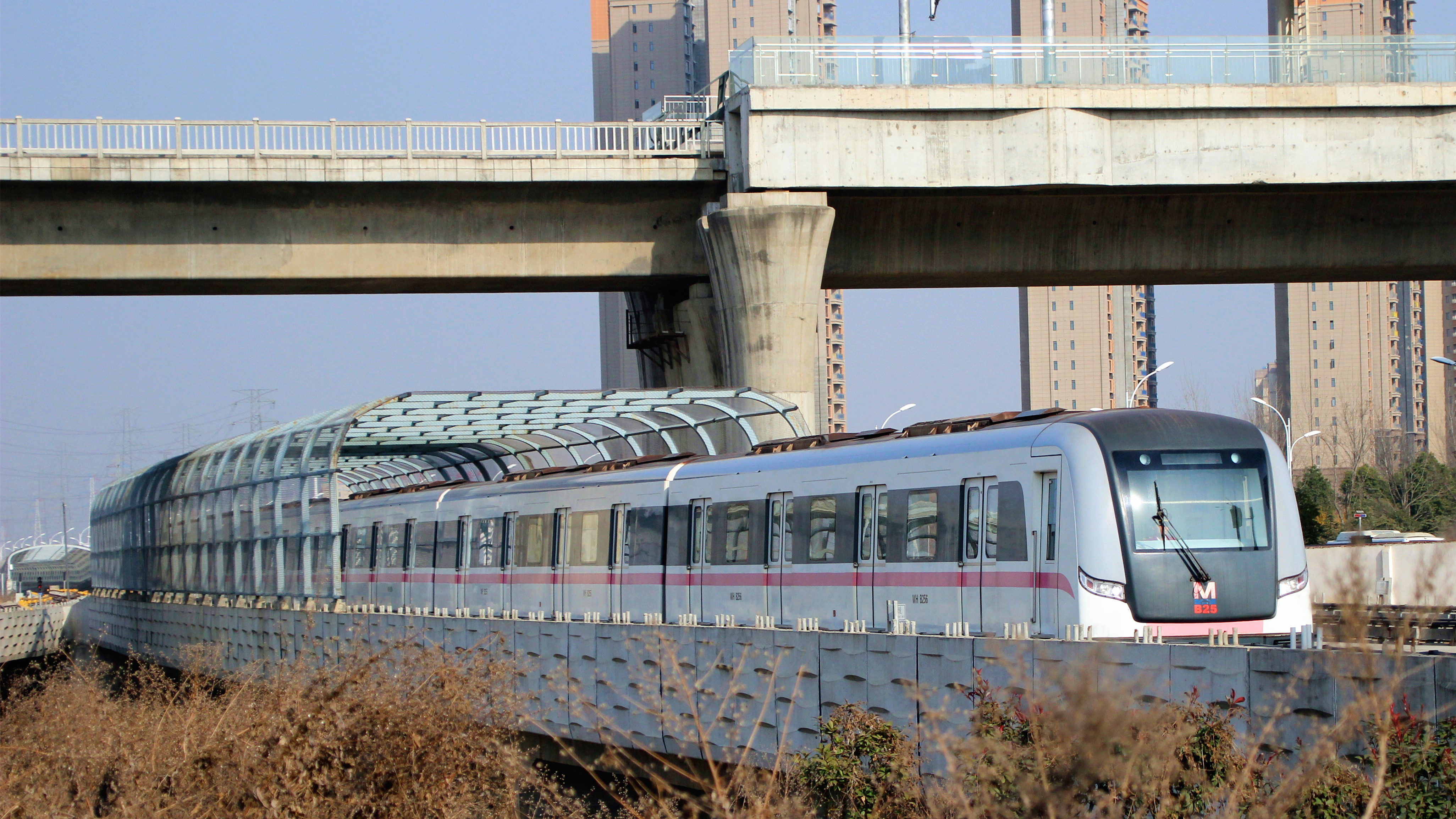
Linie 2
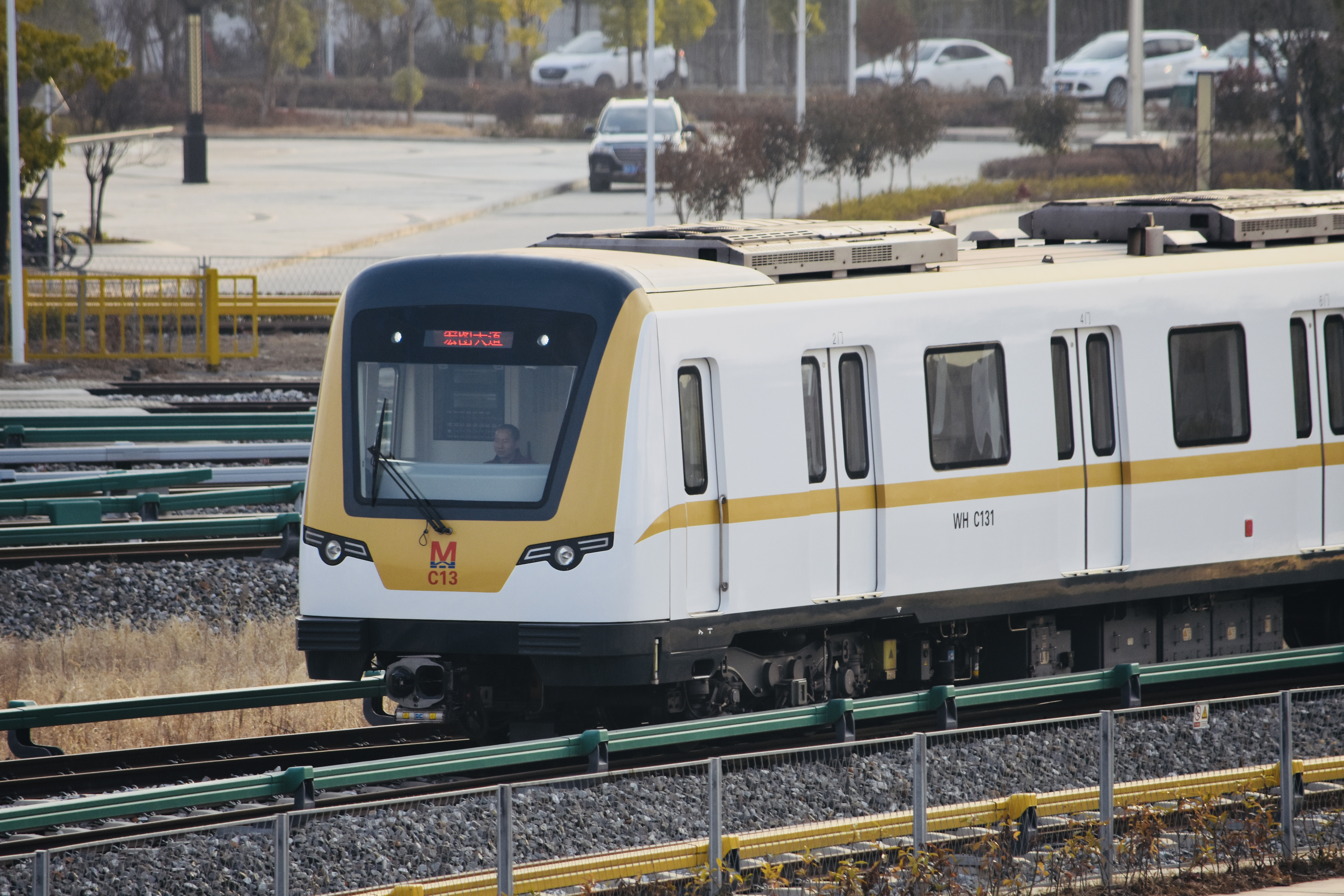
Linie 3
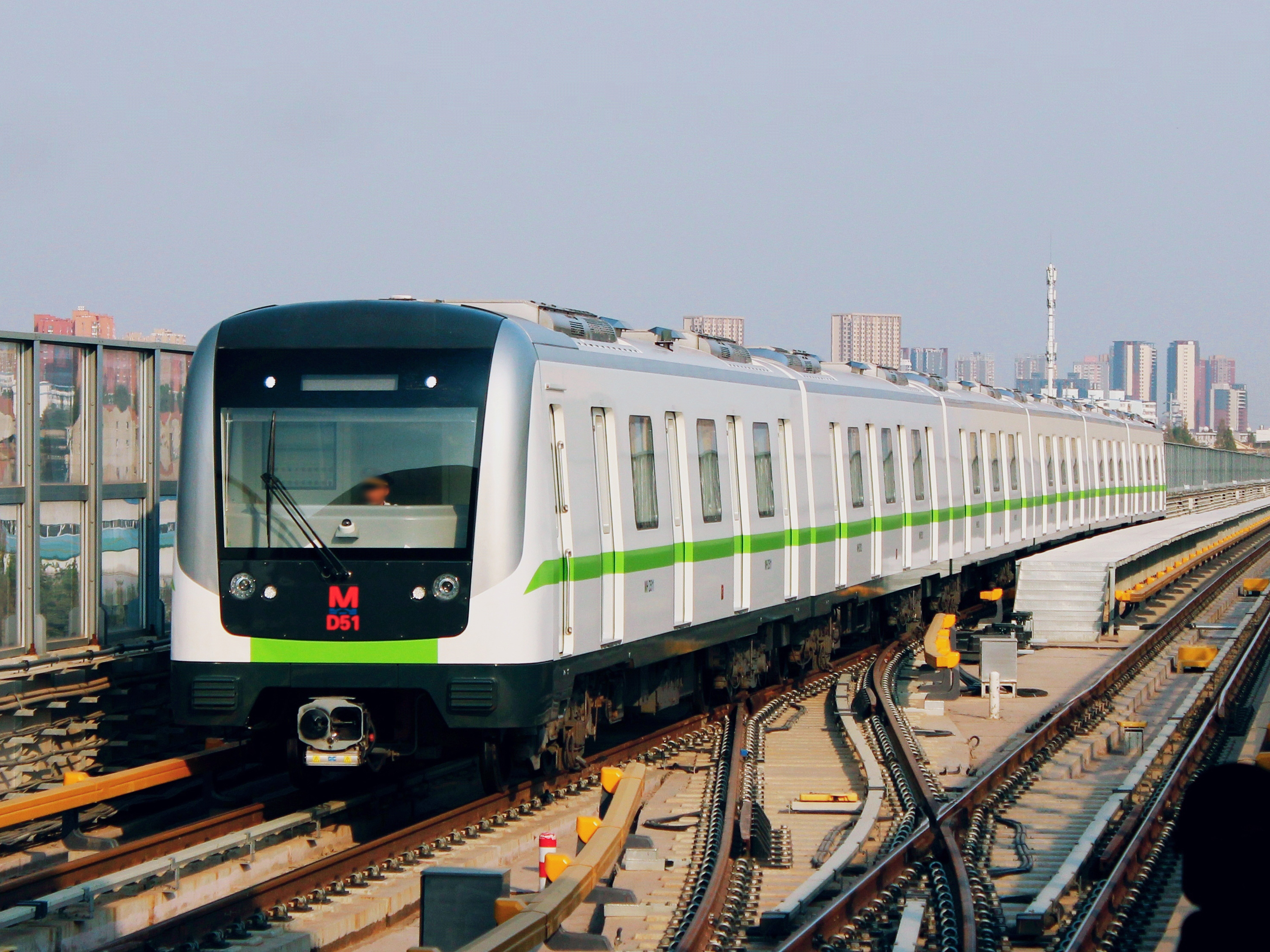
Linie 4
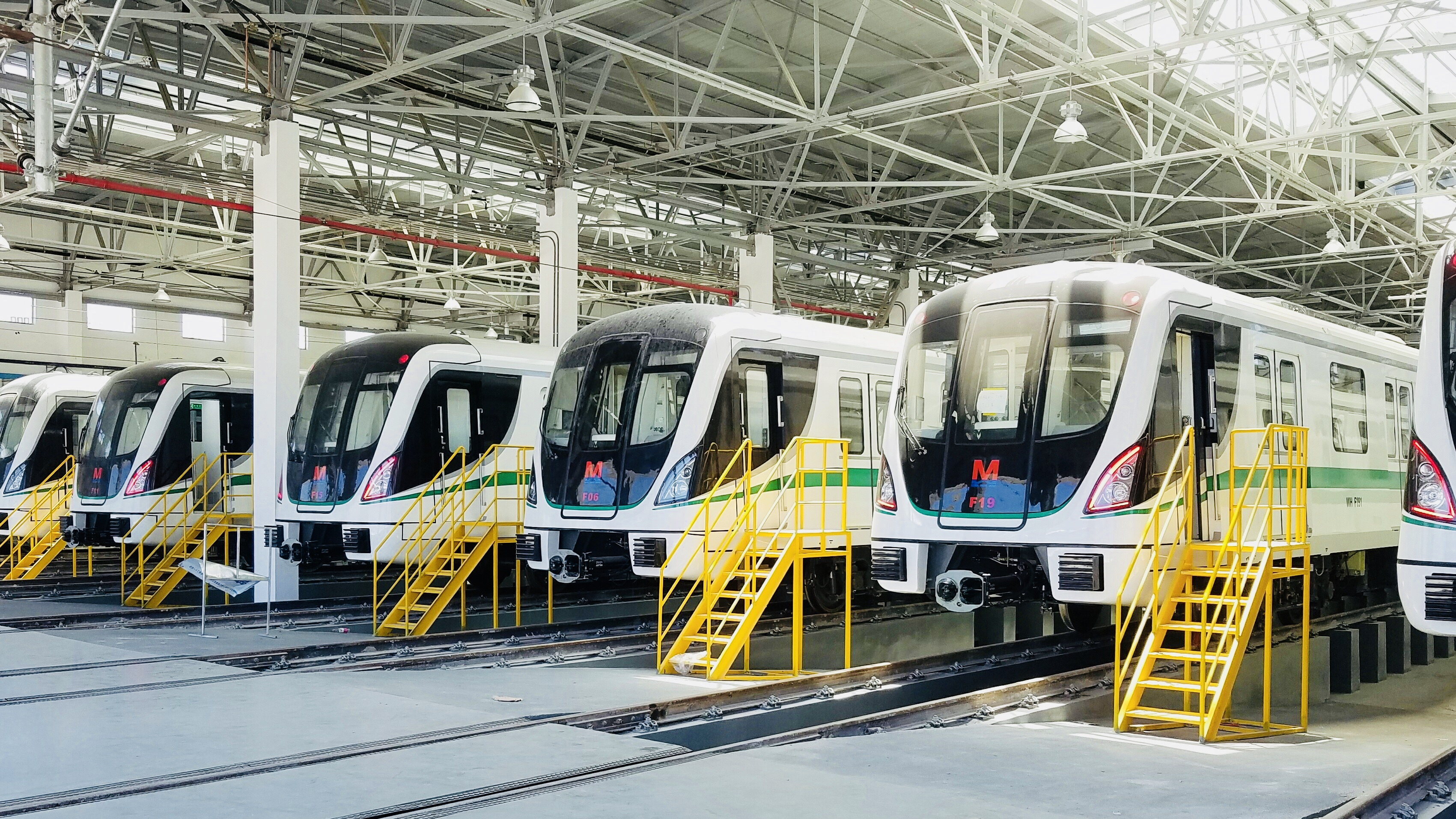
Linie 6
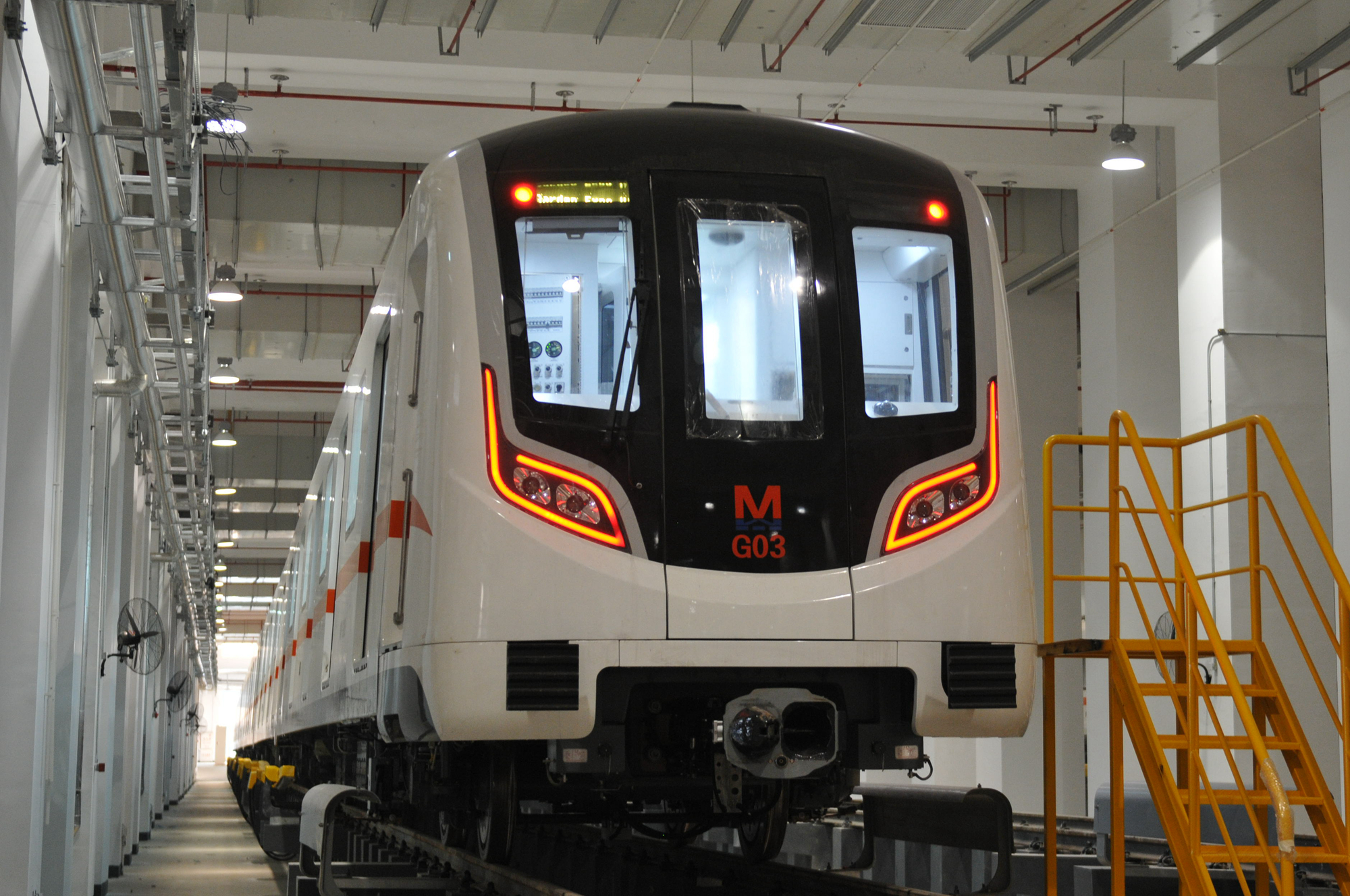
Linie 7
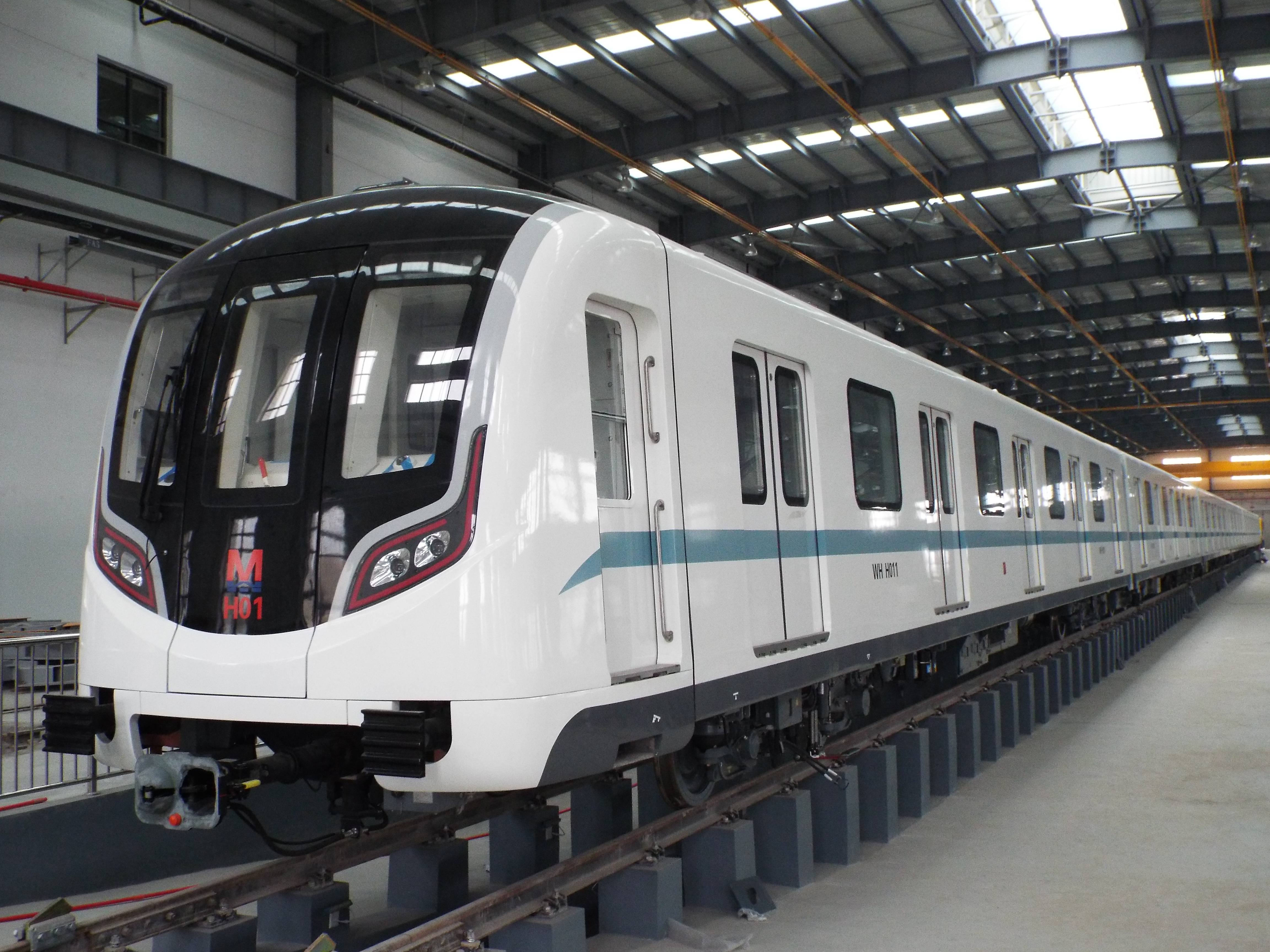
Linie 8

## Straßenbahn

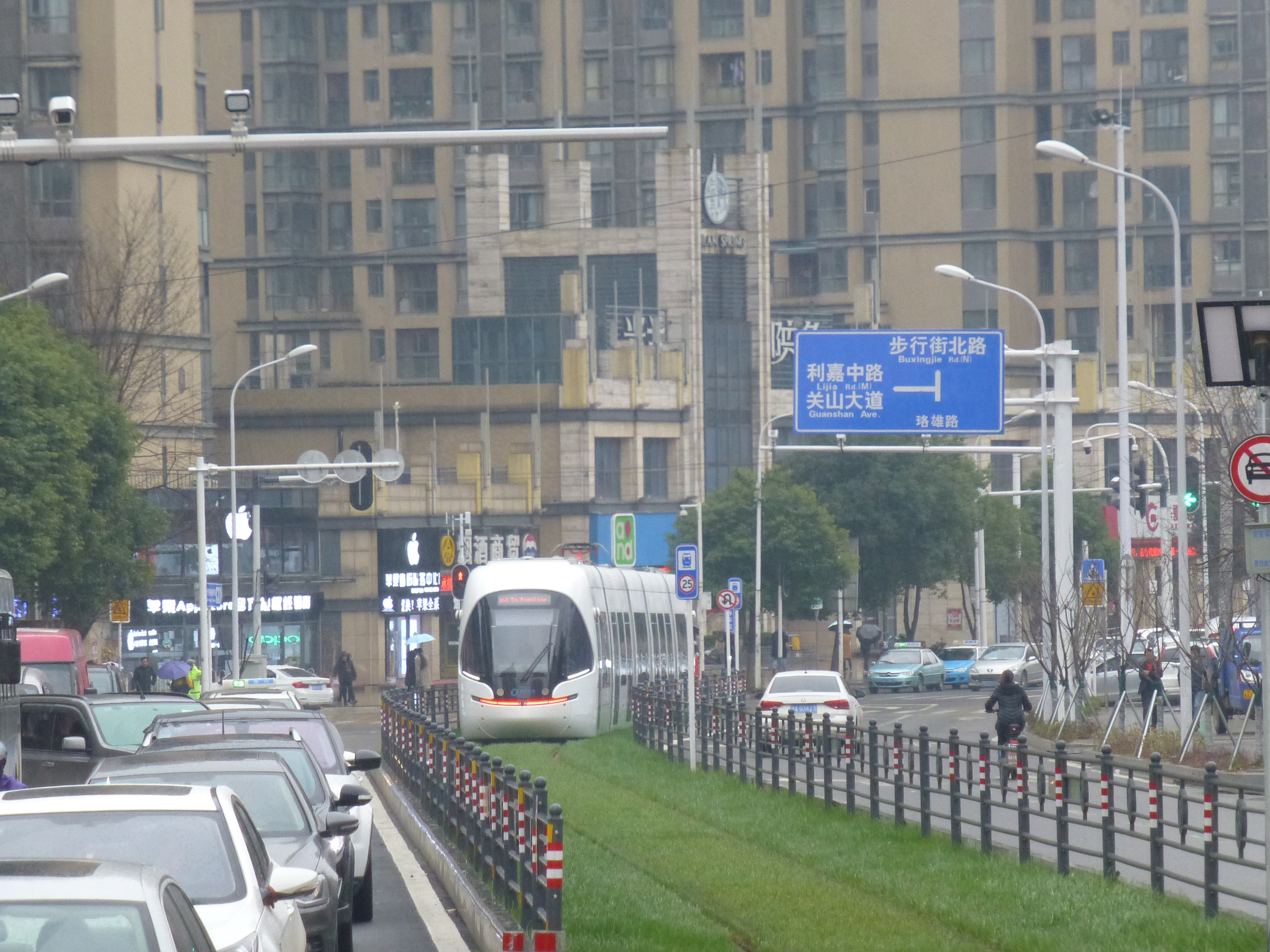
Guanggu Tram

Das Straßenbahnnetz besteht aus zwei Betrieben in der Peripherie. Die Linie T1 knüpft an die Endhaltestelle Zhuanyang Boulevard der Linie 3 an und führt weiter nach Südwesten. Der zweite Betrieb ist die Guanggu Tram im Südosten. Das Netz schafft an mehreren Stationen Umstiegsmöglichkeiten zur U-Bahn und wird oberleitungslos betrieben.

## Monorail
Die rund zehn Kilometer lange Optics Valley Sky Rail (Einschienenbahn Wuhan) erschließt das Optics Valley und verbindet die Linie 11 mit der Straßenbahnlinie T2.